# Clawfinger
Clawfinger – szwedzki zespół grający rapcore. Założony został w 1988 przez Zaka Tella i Jockego Skoga, którzy pracowali razem w szpitalu w Sztokholmie.
W 1993 roku zespół występował na europejskich festiwalach, grając jako support przed grupami Anthrax oraz Alice in Chains. Zespół wielokrotnie występował w Polsce.
W roku 2008 oraz 2009 zespół zagrał na dużej scenie na Przystanku Woodstock w Kostrzynie, Laureat Złotego Bączka. Dzięki tej wygranej mógł ponownie wystąpić na festiwalu.
24 sierpnia 2013 roku Zak Tell ogłosił rozpad zespołu.
W 2017 Clawfinger został reaktywowany. W tym roku grupa wydała singel Save Our Souls.

## Muzycy
Obecny skład zespołu
- Zak Tell – wokal (od 1989)
- Jocke Skog – keyboard, wokal (od 1989)
- Bård Torstensen – gitara (od 1989)
- André Skaug – gitara basowa (od 1992)
- Micke Dahlén – perkusja (od 2008)

Byli członkowie
- Henka Johansson – perkusja (1997–2008)
- Erlend Ottem – gitara (1989–2003)
- Morten Skaug – perkusja (1992–1994)
- Ottar Vigerstøl – perkusja (1994–1997)

## Dyskografia
| Deaf Dumb Blind             | - Data: 21 kwietnia 1993 - Wydawca: WEA/MVG        | 32 | 19 | 16 | 5  |
| Use Your Brain              | - Data: 1995 - Wydawca: WEA/MVG                    | 8  | 6  | 9  | 7  |
| Clawfinger                  | - Data: 29 września 1997 - Wydawca: WEA/MVG        | 35 | 39 | 2  | 20 |
| A Whole Lot of Nothing      | - Data: 23 lipca 2001 - Wydawca: GUN/Supersonic    | 12 | 26 | 9  | 48 |
| Zeros & Heroes              | - Data: 26 maja 2003 - Wydawca: GUN/Supersonic     | 65 | 22 | 60 | –  |
| Hate Yourself with Style    | - Data: 18 listopada 2005 - Wydawca: Nuclear Blast | –  | 51 | –  | –  |
| Life Will Kill You          | - Data: 27 lipca 2007 - Wydawca: Nuclear Blast     | 89 | 15 | 62 | –  |
| „–” album nie był notowany. |                                                    |    |    |    |    |

## Nagrody i wyróżnienia
| Rok  | Kategoria             | Tytułem            | Nagroda | Nota      | Źródło |
| ---- | --------------------- | ------------------ | ------- | --------- | ------ |
| 1994 | Årets hårdrock        | Deaf Dumb Blind    | Grammis | Laur      | [ 8 ]  |
| 2008 | Årets hårdrock/metall | Life Will Kill You | Grammis | Nominacja | [ 9 ]  |